# Rugelach

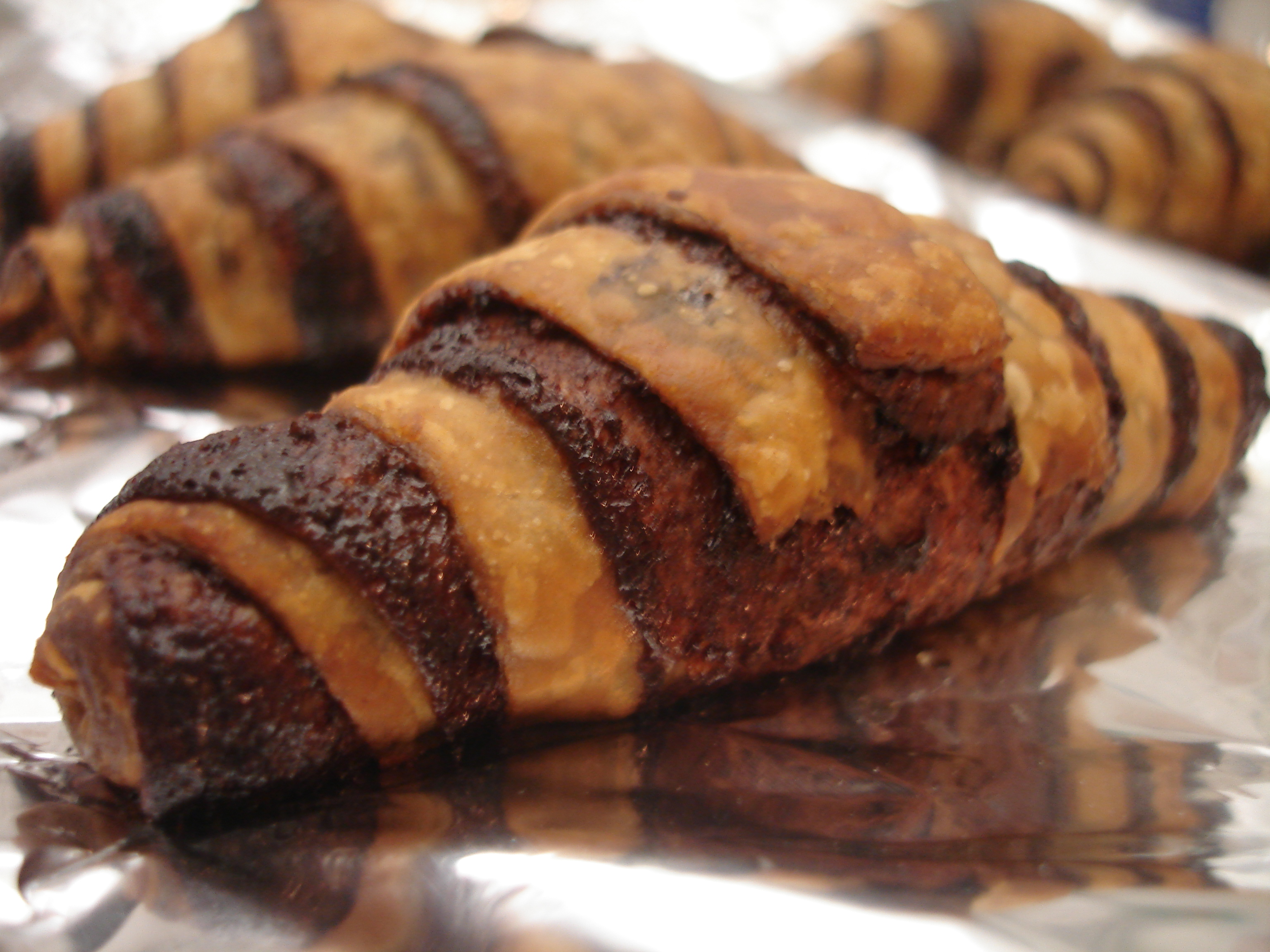
Rugelach de chocolate.

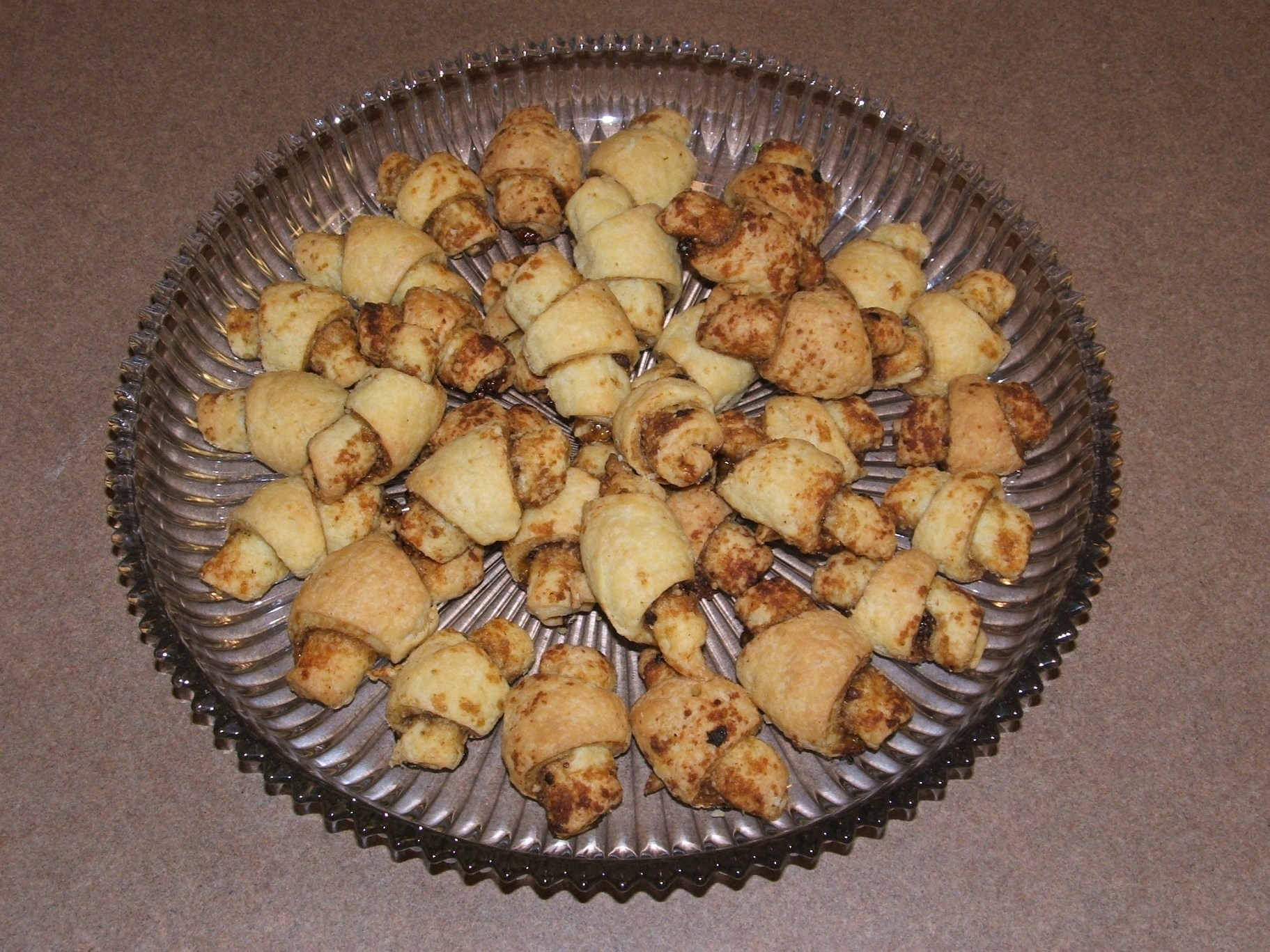
Rugelach con forma de medialunas

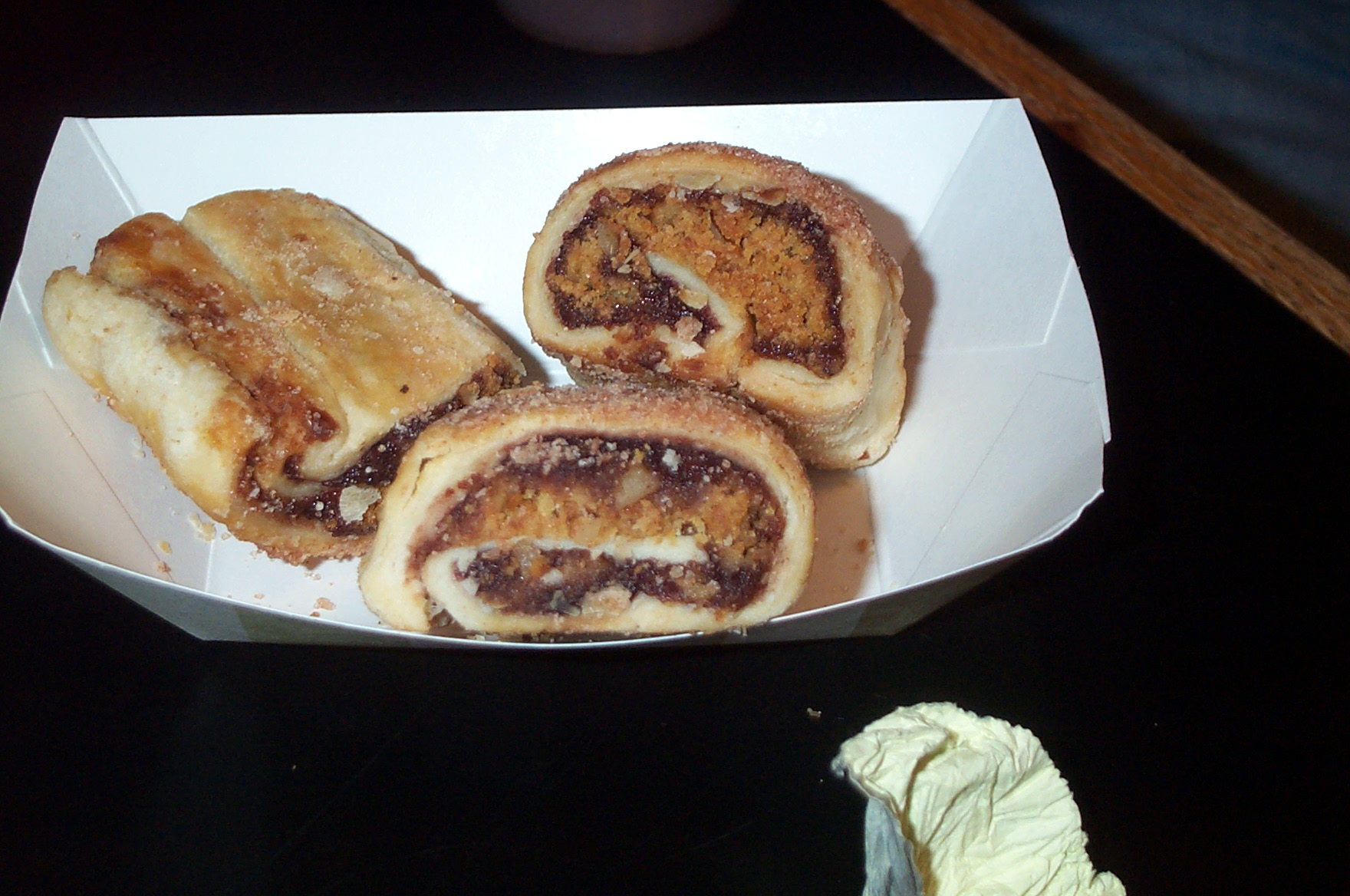
Rugelach cortada.

Rugelach (en yidis: רוגעלך‎) y en hebreo: רוגלך‎), otras denominaciones: rugelakh, rugulach, rugalach, ruggalach, rogelach (toda plurales), rugalah, rugulah, rugala, roogala (singulares), es un dulce judío de origen asquenazí de Polonia. Es muy popular en Israel, donde se lo encuentra en la mayoría de los cafés y panaderías. También es muy popular entre los judíos europeos y norteamericanos.
El rugelach tradicional posee forma de medialuna la que se obtiene al enrollar un trozo de masa triangular sobre el relleno. Según sostienen algunos el rugelach y el cruasán francés tienen un antecesor vienés común: las facturas con forma de medialunas que conmemoran el levantamiento del sitio turco, tal vez una referencia a la Batalla de Viena en 1683. Sin embargo ello parecería ser una leyenda urbana, ya que tanto el rugelach como su ancestro supuesto, el kipferl, son anteriores a los comienzos de la Era Moderna, mientras que el cruasán en su forma moderna no fue creado antes de comienzos del siglo XIX. Lo cual ha llevado a pensar que el cruasán es simplemente un descendiente de uno de los dos.
Existe una alternativa que se prepara en forma similar al strudel o rollo de frutos secos, pero a diferencia de ellos, la masa y el relleno se enrollan y se las corta en rodajas antes de hornear.

## Etimología
El nombre es yiddish, el idioma judío del este de Europa. El sufijo ach (ך) indica plural, mientras que el (ל) puede ser un diminutivo, como, por ejemplo, shtetlekh (שטעטלעך, villas) es el plural de shtetl (שטעטל, villa), el diminutivo de shtot (שטאָט, poblado). En este caso, la raíz significa algo así como "retorcido" por lo que la traducción sería "pequeño retorcido," en referencia a la forma de esta factura. En este contexto, rog (ראָג) significa "esquina" en Yiddish,. En polaco, el cual influyo y a su vez fue influido por el Yiddish, "róg" puede significar "esquina", pero también puede significar "cuerno", tanto el de un animal como el instrumento musical. En polaco las facturas con forma de cruasán, que se asemejan a cuernos, son denominadas "rogale". La cual es casi idéntica en pronunciación y significado al "rugelach" yiddish.
En cambio hay otras personas que dicen que la raíz es rugel, que significa real, y que posiblemente se refiera a su sabor. Esta explicación no está en consonancia con el uso yiddish, donde es la palabra keniglich (קעניגליךּ) es la que se usa con mayor frecuencia para significar real.
Finalmente en hebreo moderno, se los denomina roglìt (רוֹגְלִית), una palabra en hebreo post Biblia que significa "enredaderas rastreras", si bien el nombre rugelach (רוגלך) aun es muy usado por personas que hablan hebreo. La palabra yiddish ruglach probablemente es anterior.

## Ingredientes

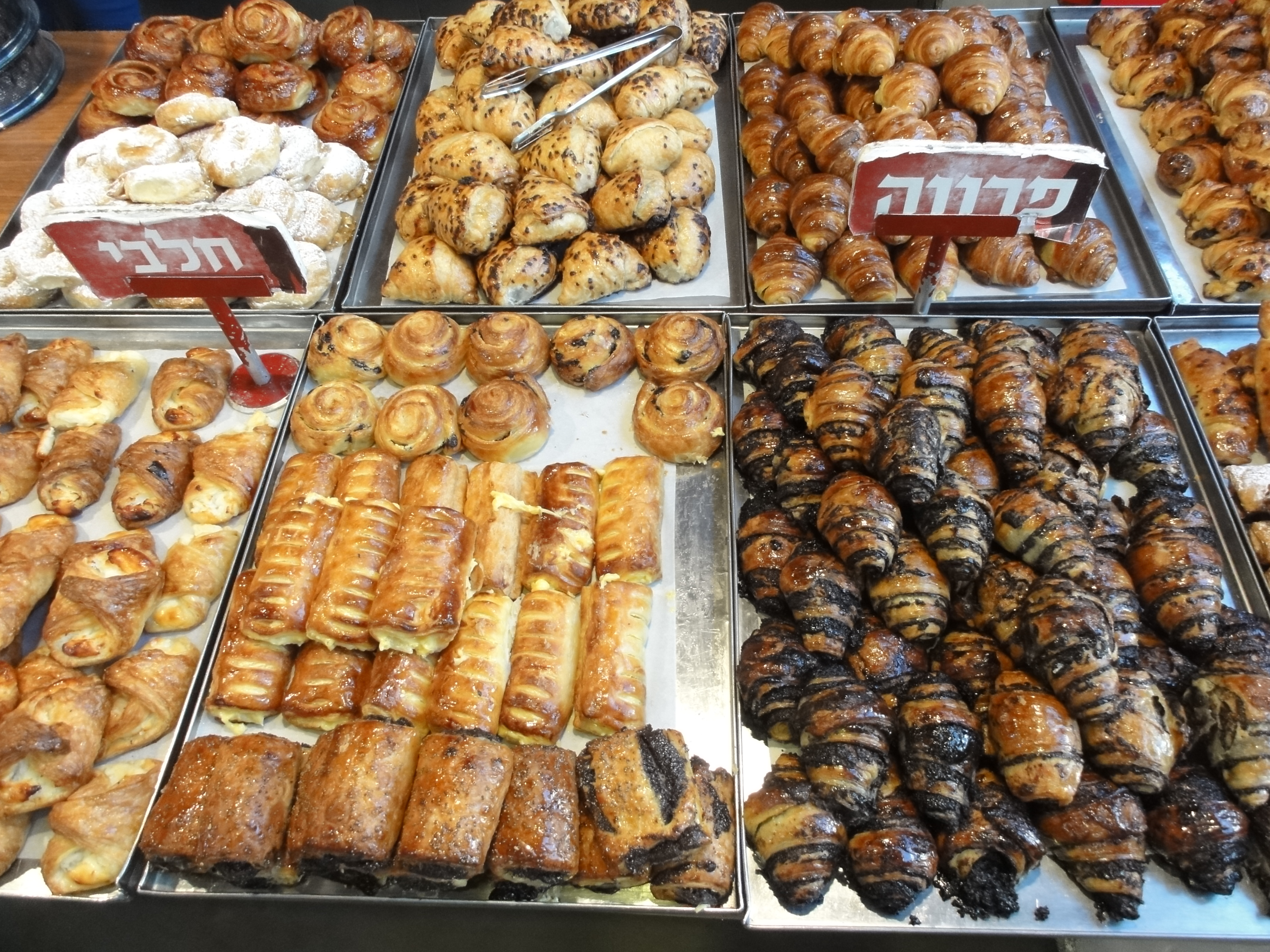
Facturas rugelach e israelíes.

El rugelach se puede preparar con masa a base de crema agria o queso crema, pero también existen versiones con pareve sin lácteos, de forma tal que se lo puede consumir con o luego de una comida con carne y aun ser kosher. Las masa de queso crema son las más recientes, probablemente un invento norteamericano, mientras que los preparados con levadura y masa de crema agria son anteriores.
Entre los diferentes rellenos utilizados se encuentran pasa de uva, nuez, canela, chocolate, mazapán, semillas de amapola, o conservas de frutas las cuales se envuelven al revés.
El rugelach se asemeja mucho al schnecken, un tipo de factura judía del este de Europa (Polonia, Rusia, Ucrania) que por lo general se prepara con masa a base de queso crema y es enrollado formando un cilindro que luego es cortado, para formar una espiral plana, mientras que el rugelach se prepara con triángulos de masa enrollados para formar una media luna. Más recientemente los chefs han creado versiones novedosas de estas facturas, tales como rellenos de pollo y schmaltz o salmón y queso Boursin.